# Élections régionales de 2006 en Saxe-Anhalt
Les élections régionales de 2006 en Saxe-Anhalt (en allemand : Landtagswahl in Sachsen-Anhalt 2006) se tiennent le 26 mars 2006, afin d'élire les 91 députés de la 5e législature du Landtag, pour un mandat de cinq ans. Du fait de la loi électorale, 97 députés sont finalement élus. 
Le scrutin est marqué par la victoire de la CDU du ministre-président Wolfgang Böhmer, qui confirme sa majorité relative. Böhmer se maintient au pouvoir après avoir formé une « grande coalition » avec le SPD.

## Contexte
Aux élections régionales du 21 avril 2002, la CDU de l'ex-ministre régional du Travail puis des Finances Wolfgang Böhmer, dans l'opposition depuis 1994, retrouve son statut de premier parti de Saxe-Anhalt avec 37,3 % des voix et 48 députés sur 115.
Elle profite de l'effondrement du SPD du ministre-président Reinhard Höppner, alors au pouvoir depuis huit ans, qui tombe à seulement 20 % des suffrages exprimés et 25 élus. Il est devancé de moins d'un demi-point par le PDS, qui lui apportait depuis 1994 un soutien sans participation. Ce dernier rassemble 20,4 % des voix et le même nombre de sièges.
Le FDP, exclu du Landtag depuis huit ans, y fait son retour en totalisant 13,3 % des suffrages, ce qui lui donne 17 parlementaires. Les Grünen ne réalisent pas cette performance, remportant moins de 3 % des exprimés, tandis que la DVU d'extrême droite quitte l'assemblée après seulement quatre années de présence sans même s'être présentée aux élections.
Böhmer est ensuite investi pour un premier mandat à la tête d'une « coalition noire-jaune » unissant la CDU et le FDP.
Au cours de la législature, le Landtag procède à une importante réforme électorale : la durée de la législature est augmentée d'un an, passant de quatre à cinq ans. Le nombre total de députés est réduit de 99 à 91, de même que le nombre de circonscriptions uninominales, qui descend de 49 à 45.
En juin 2004, le président régional du SPD et de son groupe parlementaire Manfred Püchel renonce à toutes ses fonctions pour des raisons de santé. Holger Hövelmann le remplace alors à la direction régionale du parti tandis que les députés se choisissent comme dirigeant leur secrétaire général Jens Bullerjahn.

## Mode de scrutin
Le Landtag est constitué de 91 députés (en allemand : Mitglied des Landtags, MdL), élus pour une législature de cinq ans au suffrage universel direct et suivant le scrutin proportionnel de Hare.
Chaque électeur dispose de deux voix : la première (en allemand : Personenstimme) lui permet de voter pour un candidat de sa circonscription selon les modalités du scrutin uninominal majoritaire à un tour, le Land comptant un total de 45 circonscriptions ; la seconde voix (en allemand : Parteienstimme) lui permet de voter en faveur d'une liste de 91 candidats présentée par un parti au niveau du Land.
Lors du dépouillement, l'intégralité des 91 sièges est répartie proportionnellement aux secondes voix, entre les partis ayant remporté 5 % des voix au niveau du Land. Si un parti a remporté des mandats de circonscription, les sièges qui lui ont été précédemment attribués sont d'abord pourvus par ceux-ci.
Dans le cas où un parti obtient moins de mandat de circonscription que la proportionnelle ne lui en attribue, sa représentation est complétée par les candidats issus de la liste présentée au niveau du Land ; s'il en obtient plus, la taille du Landtag est augmentée jusqu'à rétablir la proportionnalité.

## Campagne

### Principaux partis
| Parti | Parti                                                                              | Chef de file                             | Résultat de 2002           |
| ----- | ---------------------------------------------------------------------------------- | ---------------------------------------- | -------------------------- |
|       | Union chrétienne-démocrate d'Allemagne Christlich Demokratische Union Deutschlands | Wolfgang Böhmer (Ministre-président)     | 37,3 % des voix 48 députés |
|       | Parti du socialisme démocratique Partei des Demokratischen Sozialismus             | Wulf Gallert                             | 20,4 % des voix 25 députés |
|       | Parti social-démocrate d'Allemagne Sozialdemokratische Partei Deutschlands         | Jens Bullerjahn                          | 20,0 % des voix 25 députés |
|       | Parti libéral-démocrate Freie Demokratische Partei                                 | Karl-Heinz Paqué (Ministre des Finances) | 13,3 % des voix 17 députés |

### Sondages
| Institut            | Date       | CDU    | SPD    | Verts | FDP    | PDS    |
| ------------------- | ---------- | ------ | ------ | ----- | ------ | ------ |
| Institut            | Date       |        |        |       |        |        |
| Emnid               | 21/03/2006 | 36,0 % | 25,0 % | 4,0 % | 6,0 %  | 22,0 % |
| FgW                 | 17/03/2006 | 37,0 % | 23,0 % | 4,0 % | 6,0 %  | 23,0 % |
| IfM Leipzig         | 14/03/2006 | 38,0 % | 25,0 % | 3,0 % | 6,0 %  | 23,0 % |
| Infratest           | 02/03/2006 | 36,0 % | 27,0 % | 4,0 % | 6,0 %  | 22,0 % |
| IWD                 | 28/02/2006 | 38,1 % | 26,9 % | 3,4 % | 6,4 %  | 19,2 % |
| Infratest           | 02/02/2006 | 33,0 % | 29,0 % | 3,0 % | 6,0 %  | 23,0 % |
| Infratest           | 15/12/2005 | 31,0 % | 30,0 % | 2,0 % | 6,0 %  | 27,0 % |
| Infratest           | 25/11/2005 | 33,0 % | 25,0 % | 4,0 % | 9,0 %  | 25,0 % |
| IWD                 | 05/09/2005 | 26,6 % | 28,1 % | 3,3 % | 6,0 %  | 30,0 % |
| Dernières élections | 21/04/2002 | 37,3 % | 20,0 % | 2,0 % | 13,3 % | 20,4 % |

## Résultats

### Voix et sièges
|                                   | Union chrétienne-démocrate d'Allemagne (CDU) | Union chrétienne-démocrate d'Allemagne (CDU) | 318 550   | 35,56 | 40        | 8             | 326 721   | 36,21 | 0  | 40 | 8             |  |  |  |
|                                   | Parti du socialisme démocratique (PDS)       | Parti du socialisme démocratique (PDS)       | 225 797   | 25,21 | 3         | 3             | 217 295   | 24,08 | 23 | 26 | 1             |  |  |  |
|                                   | Parti social-démocrate d'Allemagne (SPD)     | Parti social-démocrate d'Allemagne (SPD)     | 209 185   | 23,35 | 2         | 1             | 192 754   | 21,36 | 22 | 24 | 1             |  |  |  |
|                                   | Parti libéral-démocrate (FDP)                | Parti libéral-démocrate (FDP)                | 67 973    | 7,59  | 0         | en stagnation | 60 209    | 6,67  | 7  | 7  | 10            |  |  |  |
|                                   | Alliance 90 / Les Verts (Grünen)             | Alliance 90 / Les Verts (Grünen)             | 39 569    | 4,42  | 0         | en stagnation | 32 117    | 3,56  | 0  | 0  | en stagnation |  |  |  |
|                                   | Union populaire allemande (DVU)              | Union populaire allemande (DVU)              | 0         | 0,00  | 0         | Nv.           | 26 905    | 2,98  | 0  | 0  | Nv.           |  |  |  |
|                                   | Autres                                       | Autres                                       | 34 695    | 3,87  | 0         | en stagnation | 46 253    | 5,13  | 0  | 0  | en stagnation |  |  |  |
|                                   |                                              |                                              |           |       |           |               |           |       |    |    |               |  |  |  |
| Votes valides                     | Votes valides                                | Votes valides                                | 895 769   | 97,02 |           |               | 902 254   | 97,72 |    |    |               |  |  |  |
| Votes blancs et nuls              | Votes blancs et nuls                         | Votes blancs et nuls                         | 27 509    | 2,98  | 21 024    | 2,28          |           |       |    |    |               |  |  |  |
| Total                             | Total                                        | Total                                        | 923 278   | 100   | 45        | 4             | 923 278   | 100   | 52 | 97 | 18            |  |  |  |
| Abstentions                       | Abstentions                                  | Abstentions                                  | 1 155 381 | 55,58 |           |               | 1 155 381 | 55,58 |    |    |               |  |  |  |
| Nombre d'inscrits / participation | Nombre d'inscrits / participation            | Nombre d'inscrits / participation            | 2 078 659 | 44,42 | 2 078 659 | 44,42         |           |       |    |    |               |  |  |  |

### Analyse
Au pouvoir depuis quatre ans, la « coalition noire-jaune » de Wolfgang Böhmer subit un sérieux revers. Elle abandonne en effet 18 de ses 65 sièges, ainsi même si le nombre total de siège diminue tout autant, elle perd sa majorité absolue à deux sièges près. Le PDS s'affirme de son côté comme la première force d'opposition, alors que le SPD progresse légèrement en pourcentage mais perd tout de même un député. Les Grünen, exclus du Landtag en 1998, et la DVU, qui n'avait pas pu se présenter en 2002, échouent à revenir au sein de l'assemblée.

### Conséquences
Wolfgang Böhmer est investi ministre-président de Saxe-Anhalt pour un second mandat à la tête d'une « grande coalition » entre la CDU et le SPD, dont le ministre des Finances social-démocrate Jens Bullerjahn est vice-ministre-président.